# Campeonato Mundial de Natação em Piscina Curta de 2010 - 400 m livre feminino
A prova dos 400 metros nado livre feminino do Campeonato Mundial de Natação em Piscina Curta de 2010 foi disputado em 17 de dezembro em Dubai nos Emirados Árabes Unidos.

## Recordes
Antes desta competição, os recordes mundiais e do campeonato nesta prova eram os seguintes:
|    | Nome           | Nacionalidade | Tempo (minuto) | Local      | Data                |
| -- | -------------- | ------------- | -------------- | ---------- | ------------------- |
| WR | Joanne Jackson | Reino Unido   | 3:54.92        | Leeds      | 8 de agosto de 2009 |
| CR | Kylie Palmer   | Austrália     | 3:59.23        | Manchester | 11 de abril de 2008 |

## Medalhistas
| Ouro             | Prata              | Bronze                    |
| Katie Hoff (USA) | Kylie Palmer (AUS) | Federica Pellegrini (ITA) |

### Eliminatórias
As eliminatórias ocorreram dia 17 de dezembro. Oito atletas num total de 47 se classificaram  para a final.
| Colocação | Bateria | Raia | Nome                                | Tempo   | Notas |
| --------- | ------- | ---- | ----------------------------------- | ------- | ----- |
| 1         | 6       | 3    | Katie Hoff (USA)                    | 4:00.37 | Q     |
| 2         | 6       | 4    | Coralie Balmy (FRA)                 | 4:00.73 | Q     |
| 3         | 4       | 4    | Kylie Palmer (AUS)                  | 4:01.45 | Q     |
| 4         | 5       | 6    | Federica Pellegrini (ITA)           | 4:02.44 | Q     |
| 5         | 5       | 5    | Chloe Sutton (USA)                  | 4:02.77 | Q     |
| 6         | 4       | 6    | Patricia Castro (ESP)               | 4:02.85 | Q     |
| 7         | 6       | 6    | Erika Villaécija (ESP)              | 4:04.88 | Q     |
| 8         | 1       | 1    | Li Xuanxu (CHN)                     | 4:05.25 | Q     |
| 9         | 6       | 2    | Elena Sokolova (RUS)                | 4:05.69 |       |
| 10        | 3       | 1    | Nina Rangelova (BUL)                | 4:06.00 |       |
| 11        | 6       | 5    | Ophélie Cyrielle Etienne (FRA)      | 4:06.22 |       |
| 12        | 5       | 4    | Lotte Friis (DEN)                   | 4:06.24 |       |
| 13        | 4       | 2    | Kristel Kobrich (CHI)               | 4:06.28 |       |
| 14        | 5       | 2    | Veronika Popova (RUS)               | 4:06.39 |       |
| 15        | 3       | 5    | Hannah Miley (GBR)                  | 4:07.17 |       |
| 16        | 5       | 3    | Katie Goldman (AUS)                 | 4:07.72 |       |
| 17        | 6       | 8    | Leone Vorster (RSA)                 | 4:08.33 |       |
| 18        | 6       | 7    | Nina Cesar (SLO)                    | 4:08.61 |       |
| 19        | 4       | 7    | Cecilia Biagioli (ARG)              | 4:09.29 |       |
| 20        | 3       | 3    | Maiko Fujino (JPN)                  | 4:09.40 |       |
| 21        | 4       | 1    | Barbora Zavadova (CZE)              | 4:09.46 |       |
| 22        | 3       | 4    | Andreina Pinto (VEN)                | 4:10.69 |       |
| 23        | 6       | 1    | Tjasa Oder (SLO)                    | 4:11.39 |       |
| 24        | 5       | 1    | Cecilie Waage Johannessen (NOR)     | 4:12.07 |       |
| 25        | 4       | 8    | Katarina Filova (SVK)               | 4:14.69 |       |
| 26        | 2       | 6    | Samantha Arevalo Salinas (ECU)      | 4:15.47 |       |
| 27        | 5       | 8    | Alexandra Gabor (CAN)               | 4:15.67 |       |
| 28        | 3       | 7    | Elin Sofia Slaatmo (NOR)            | 4:15.86 |       |
| 29        | 3       | 6    | Ting Sheng-Yo (TPE)                 | 4:16.22 |       |
| 30        | 2       | 4    | Julia Hassler (LIE)                 | 4:16.28 |       |
| 31        | 3       | 8    | Alexia Pamela Benitez Quijada (ESA) | 4:16.37 |       |
| 32        | 2       | 5    | Andrea Cedrón (PER)                 | 4:17.27 |       |
| 33        | 2       | 3    | Daniela Kaori Miyahara (PER)        | 4:17.48 |       |
| 34        | 3       | 1    | Simona Marinova (MKD)               | 4:20.07 |       |
| 35        | 2       | 7    | Malia Mghezzi Bekhouche (ALG)       | 4:21.74 |       |
| 36        | 2       | 2    | Victoria Isabelle Ho (JAM)          | 4:27.08 |       |
| 37        | 2       | 1    | Shannon Austin (SEY)                | 4:33.84 |       |
| 38        | 1       | 4    | Davina Mangion (MLT)                | 4:39.21 |       |
| 39        | 2       | 8    | Olivia Planteau de Maroussem (MRI)  | 4:45.83 |       |
| 40        | 1       | 6    | Estellah Fills Rabetsara (MAD)      | 4:49.24 |       |
| 41        | 1       | 2    | Britany van Lange (GUY)             | 4:53.20 |       |
| 42        | 1       | 5    | Tieri Erasito (FIJ)                 | 4:55.28 |       |
| 43        | 1       | 3    | Anum Bandey (PAK)                   | 4:55.96 |       |
| 44        | 1       | 7    | Grace Kimball (MNP)                 | 5:10.29 |       |
| -         | 4       | 3    | Ágnes Mutina (HUN)                  | DNS     |       |
| -         | 4       | 5    | Liu Jing (CHN)                      | DNS     |       |
| -         | 5       | 7    | Chiara Masini Luccetti (ITA)        | DNS     |       |

### Final
A final teve sua disputa realizada em 17 de dezembro.
| Colocação         | Raia | Nome                      | Tempo   | Notas |
| ----------------- | ---- | ------------------------- | ------- | ----- |
| Medalha de ouro   | 4    | Katie Hoff (USA)          | 3:57.07 | CR    |
| Medalha de prata  | 3    | Kylie Palmer (AUS)        | 3:58.39 |       |
| Medalha de bronze | 6    | Federica Pellegrini (ITA) | 3:59.52 |       |
| 4                 | 2    | Chloe Sutton (USA)        | 4:00.05 |       |
| 5                 | 5    | Coralie Balmy (FRA)       | 4:00.14 |       |
| 6                 | 8    | Li Xuanxu (CHN)           | 4:02.38 |       |
| 7                 | 1    | Erika Villaécija (ESP)    | 4:02.69 |       |
| 8                 | 7    | Patricia Castro (ESP)     | 4:04.85 |       |

Legenda
| Recorde mundial       | Recorde mundial (World record)               |                       | Recorde africano                      | Recorde africano (African) |                                           | Q | Classificado por posição (Qualified) |
| Recorde do campeonato | Recorde do campeonato (Championship record)  | Recorde da América    | Recorde da América (Americas)         | q                          | Classificado por melhor tempo (Qualified) |   |                                      |
| Melhor marca do ano   | Melhor marca do ano (World leading)          | Recorde asiático      | Recorde asiático (Asian)              | DNS                        | Não largou (Did not start)                |   |                                      |
| Recorde nacional      | Recorde nacional (National record)           | Recorde europeu       | Recorde europeu (European)            | DNF                        | Não terminou (Did not finish)             |   |                                      |
| Recorde pessoal       | Recorde pessoal do atleta (Personal best)    | Recorde da Oceania    | Recorde da Oceania (Oceania)          | DSQ / DQ                   | Desclassificado (Disqualified)            |   |                                      |
| Recorde da temporada  | Recorde da temporada do atleta (Season best) | Recorde sul-americano | Recorde sul-americano (South America) | NM                         | Sem marca (No mark)                       |   |                                      |